# Spilococcus innermongolicus
Spilococcus innermongolicus är en insektsart som beskrevs av Tang 1992. Spilococcus innermongolicus ingår i släktet Spilococcus och familjen ullsköldlöss. Inga underarter finns listade i Catalogue of Life.